# گوگول بوردلو

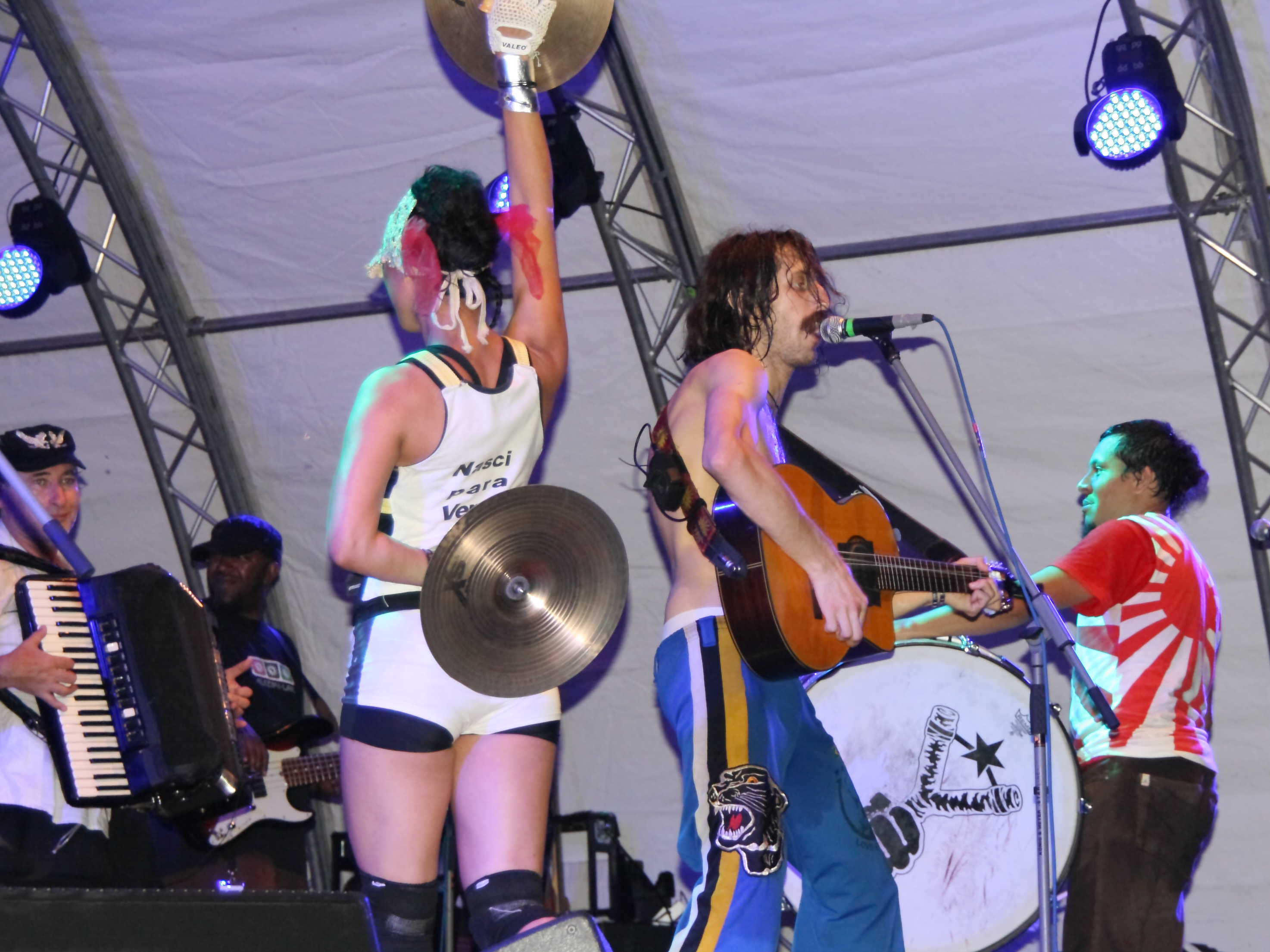

گوگول بوردلو (به انگلیسی: Gogol Bordello) یک گروه موسیقی پانک راک است که سال ۱۹۹۹ در منهتن نیویورک شکل گرفت و برای اجراهای خلاق روی صحنه و تورهای مرتب شناخته شده است. موسیقی و آواهای آثار این گروه اغلب از موسیقی کولی‌ها الهام گرفته است و نوازندگان در کنار دیگر آلات موسیقی از آکاردیون و ویولون نیز استفاده می‌کنند. گوگل بوردلو در تعدادی از فیلم‌های مستقل حضور داشته‌اند. قابل توجه‌ترین آنها، ایفای نقش در فیلم «همه چیز روشن شده است» محصول سال ۲۰۰۵ است که در آن «یوجین هوتز» خواننده اصلی گروه در کنار الیجا وود نقش بازی می‌کند.
قسمتی از نام این گروه برگرفته از نام نیکلای گوگول یکی از موثرترین نویسندگان در ادبیات اوکراین و روس است که به نوعی نفوذ و تاثیر ایدیولوژیکی بر این گروه موسیقی دارد. او کسی بود که فرهنگ اوکراین را به جامعه روسیه تزریق کرد و این دقیقاً همان کاری است گوگول بوردلو قصد انجامش را دارد، یعنی وارد کردن موسیقی کولی‌های اروپای شرقی به دنیای انگلیسی زبان. بخش دیگر کلمه‌ایست ایتالیایی به معنای فاحشه خانه یا «کلوپ مردانه».
آنها در ابتدا نام «هوتز» و «بارتوکز» را بر خود داشتند اما «یوجین هوتز» معتقد بود که نام گروه را باید تغییر داد چون در ایالات متحده هیچ‌کس نمی‌دانست که «بلا بارتوکز» کیست.
نخستین آهنگ انفرادی گوگول بوردلو در سال ۱۹۹۹ منتشر شد. از آن زمان آنها ۵ آلبوم دیگر منتشر کرده‌اند. آنها ده‌ها کنسرت موسیقی در اروپا و آمریکا برگزار کرده و در جشنواره‌های متعدد بین‌المللی موسیقی حضور یافته‌اند. یوجین هوتز چهره اصلی این گروه در مصاحبه‌ای با رادیوی«ان پی ار» از «جیمی هندریکس» و «پارلمان فاندکادلیک» به عنوان کسانی که بیشترین تاثیر را بر این گروه داشته‌اند نام برد.

## حضور در فیلمها
بت‌هایت را بکش-۲۰۰۴
همه چیز روشن شده است- ۲۰۰۵
فلوت زن هوتزووینا-۲۰۰۶
رگ زنها: یک داستان عاشقانه-۲۰۰۶
پلیدی و فرزانگی-۲۰۰۸
گوگول بوردلو توقف ناپذیر-۲۰۰۸
بزرگتر از زندگی سه بعدی -۲۰۰۹
دانه غلات: در برابر طبیعت- ۲۰۱۰

## اعضای گروه
یوجین هوتز(خواننده، گیتار آکوستیک و پرکاشن)- اوکراین، سرگئی ریابتسوف (ویلون)-روسیه، یوری لمشوف (آکاردیون)- روسیه، اورن کاپلان (گیتار)-اسراییل، تامس گوبنا (باس)- اتیوپی، الیزابت سان(پرکاشن-رقص)- چین/اسکاتلند، پدرو ارازو(پرکاشن- ام سی)-اکوادور،اولیور چارلز( درام)- آمریکا

## آلبومها
Voi-La Intruder – 1999
Multi Kontra Culti vs. Irony - September 2002
Gypsy Punks: Underdog World Strike - August 2005
Super Taranta! - 10 July 2007
Live from Axis Mundi - 2009
Trans-Continental Hustle - 27 April 2010
My Tsyganiada - November 2011
Pura Vida Conspiracy - July 23 2013
Joy Division City of Gold - March 25 2016
Bordello Seekers and Finders - August 25 2017